# Protanura mediterranea
Protanura mediterranea is een springstaartensoort uit de familie van de Neanuridae. De wetenschappelijke naam van de soort is voor het eerst geldig gepubliceerd in 1967 door Stach.